# UFC 187
UFC 187: Johnson vs. Cormier（ユーエフシー・ワンエイティセブン：ジョンソン・バーサス・コーミエ）は、アメリカ合衆国の総合格闘技団体「UFC」の大会の一つ。2015年5月23日、ネバダ州ラスベガスのMGMグランド・ガーデン・アリーナで開催された。

## 大会概要
本大会ではUFC世界ライトヘビー級王座決定戦とUFC世界ミドル級タイトルマッチが組まれた。
キャリア11戦全勝のイスラム・マカチェフがUFCデビュー。

### カード変更
負傷などによるカードの変更は以下の通り。
- ショーン・スペンサー → コルビー・コヴィントン（第3試合）

- ハビブ・ヌルマゴメドフ → ジョン・マクデッシー（第10試合）

- ジョン・ジョーンズ → ダニエル・コーミエ（第12試合）

## 試合結果

### アーリープレリム
第1試合 フライ級ワンマッチ 5分3R
○  ジャスティン・スコギンズ vs.  ジョシュ・サンポ ×
3R終了 判定3-0（30-27、30-27、30-27）
第2試合 ライト級ワンマッチ 5分3R
○  イスラム・マカチェフ vs.  リオ・クンツ ×
2R 2:38 リアネイキドチョーク

### プレリミナリーカード
第3試合 ウェルター級ワンマッチ 5分3R
○  コルビー・コヴィントン vs.  マイク・パイル ×
3R終了 判定3-0（30-27、29-28、30-27）
第4試合 女子54.4kg契約ワンマッチ 5分3R
－  ローズ・ナマユナス vs.  ニーナ・アンサロフ －
アンサロフの体調不良により中止
※アンサロフの体重超過により女子ストロー級から変更。
第5試合 ミドル級ワンマッチ 5分3R
○  ハファエル・ナタル vs.  ユライア・ホール ×
3R終了 判定2-1（29-28、28-29、29-28）
第6試合 ウェルター級ワンマッチ 5分3R
○  キム・ドンヒョン vs.  ジョシュ・バークマン ×
3R 2:13 肩固め
第7試合 フライ級ワンマッチ 5分3R
○  ジョン・ドッドソン vs.  ザック・マコウスキー ×
3R終了 判定3-0（29-28、29-28、29-28）

### メインカード
第8試合 フライ級ワンマッチ 5分3R
○  ジョセフ・ベナビデス vs.  ジョン・モラガ ×
3R終了 判定3-0（30-27、30-27、30-27）
第9試合 ヘビー級ワンマッチ 5分3R
○  アンドレイ・アルロフスキー vs.  トラヴィス・ブラウン ×
1R 4:41 TKO（スタンドパンチ連打）
第10試合 ライト級ワンマッチ 5分3R
○  ドナルド・セラーニ vs.  ジョン・マクデッシー ×
2R 4:44 TKO（左ハイキック）
第11試合 UFC世界ミドル級タイトルマッチ 5分5R
○  クリス・ワイドマン vs.  ビクトー・ベウフォート ×
1R 2:53 TKO（マウントパンチ）
※ワイドマンが3度目の防衛に成功。
第12試合 UFC世界ライトヘビー級王座決定戦 5分5R
○  ダニエル・コーミエ vs.  アンソニー・ジョンソン ×
3R 2:39 リアネイキドチョーク
※コーミエが王座獲得に成功。

### 各賞
ファイト・オブ・ザ・ナイト： アンドレイ・アルロフスキー vs. トラヴィス・ブラウン
パフォーマンス・オブ・ザ・ナイト： ダニエル・コーミエ、クリス・ワイドマン
各選手にはボーナスとして5万ドルが支給された。